# Чаунская губа
Ча́унская губа — залив на Чукотке, принадлежащий восточной части бассейна Восточно-Сибирского моря. Административно входит в состав Чаунского района.
На побережье действует важный арктический порт Певек, а также аэропорт. По заливу проходит ледовый автозимник, ведущий из Певека в Бараниху.

## Исторические сведения

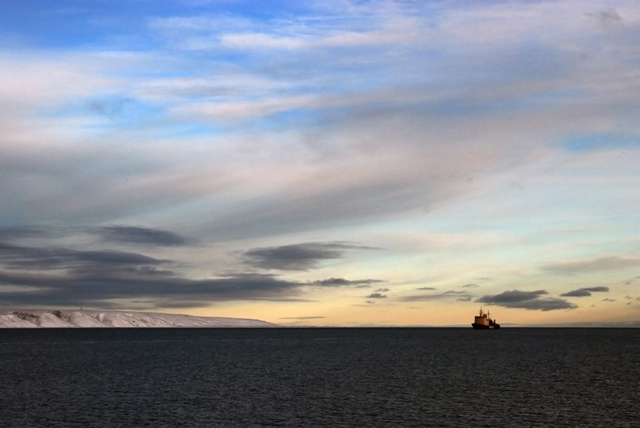
Чаунская губа

Открыта летом 1646 года русской экспедицией колымских промышленников во главе с Исаем Игнатьевым.
В 1762 году Чаунскую губу посетил и нанёс на карту Никита Шалауров. Название произошло по наименованию юкагирского племени чован (юкагир. чаун — «морской»).
10 августа 1933 года был основан Певек. В августе 1939 года был построен аэропорт. 20 апреля 1951 года основан порт Певека.

## Физико-географическая характеристика
Залив сообщается с морем тремя проливами: Малым Чаунским (с западной стороны острова Айон), Средним (между островами Айон и Большой Роутан) и Певек (с восточной стороны острова Большой Роутан). С востока ограничен мысом Шелагский. Западный берег низменный, восточный — более возвышен. Длина губы составляет 150 км, ширина 100 км, глубина не превосходит 20 м, за исключением пролива Певек, где она достигает 31 м.
В летнее время морские течения выносят из северных широт многолетние льды, образующие у входа в губу Айонский ледяной массив.
Бассейн губы включает много мелких рек: Пьоотайпываам, Млельын, Тъэюкууль, Ичувеем, Паляваам, Чаун, Пучъэвеем, Лелювеем, Кремянка, Ыттыккульвеем, Емыккывъян, Раквазан, Пилоткель, Уттыкууль и более мелкие. В речную систему Ичувеема входят реки Средний Ичувеем и Каатырь.

## Охрана природы
На восточном и южном побережье Чаунской губы находятся места гнездования, отдыха и линьки водоплавающих птиц (чернозобая гагара, три вида гаг, тундровый лебедь, белый гусь, пискулька, белолобый гусь, розовая чайка). Эти прибрежные участки включены в государственный природный заказник «Чаунская губа».

## Антропогенное воздействие
В северо-восточной части губы усиливаются признаки антропогенного эвтрофирования, что говорит о возможных катастрофических последствиях для экосистемы Чаунской губы под влиянием неочищенных бытовых стоков.

## Топографические карты
- Лист карты R-59,60 Певек.  Масштаб: 1 : 1 000 000. Издание 1986 г.
- Лист карты R-59-XIX,XX о. Айон. Масштаб: 1 : 200 000. Состояние местности на 1973 год. Издание 1985 г.
- Лист карты R-59-XXI,XXII Певек. Масштаб: 1 : 200 000. Состояние местности на 1980 год. Издание 1986 г.
- Лист карты R-59-XXV,XXVI г. Нгаглёйнын. Масштаб: 1 : 200 000. Состояние местности на 1962-1973 год. Издание 1985 г.
- Лист карты R-59-XXVII,XXVIII Рыткучи. Масштаб: 1 : 200 000. Состояние местности на 1980 год. Издание 1986 г.